# آنا هوقلند
آنا هوقلند (بالسويدية: Anna Höglund)‏ هي مؤلفة وكاتِبة سويدية، ولدت في 14 مايو 1958 في ستوكهولم في السويد.

## وصلات خارجية
- آنا هوقلند على موقع IMDb (الإنجليزية)